# 애뷜패즈 엘치배이
애뷜패즈 엘치배이(아제르바이잔어: Əbülfəz Elçibəy, 러시아어: Абульфаз Эльчибей 아불파스 옐치베이[*], 1938년 6월 24일~2000년 8월 22일)는 아제르바이잔의 제2대 대통령으로 본명은 애뷜패즈 개디르굴루 오글루 앨리예프(아제르바이잔어: Əbülfəz Qədirqulu oğlu Əliyev, 러시아어: Абульфа́з Гадиргулу оглы́ Али́ев 아불파스 가디르굴루 오글리 알리예프[*])이다. 그러나 반공주의 운동 등을 이유로 '엘치배이(Elçibəy→고귀한 전령)'로 개명하였다.
그는 서방과의 관계를 강화하기 위해 여러 가지 노력을 하는 등 아제르바이잔의 발전에 기여해왔으나 테러 단체를 조직하고 지원하려 했다는 이유로 투옥되었고, 2000년 튀르키예 앙카라에서 사망하였다.

## 역대 선거 결과
| 선거명      | 직책명                | 대수 | 정당                   | 득표율 | 득표수      | 결과 | 당락 |
| ----------- | --------------------- | ---- | ---------------------- | ------ | ----------- | ---- | ---- |
| 1992년 선거 | 아제르바이잔의 대통령 | 2대  | 아제르바이잔인민전선당 | 60.86% | 1,829,448표 | 1위  |      |

## 같이 보기
- 아제르바이잔의 대통령
- 아제르바이잔 국민의회
- 아제르바이잔의 대외 관계